# Septmoncel-les-Molunes
Septmoncel-les-Molunes – gmina we Francji, w regionie Burgundia-Franche-Comté, w departamencie Jura. W 2013 roku liczba ludności wynosiła 831 mieszkańców. 
Gmina została utworzona 1 stycznia 2017 roku z połączenia dwóch ówczesnych gmin: Septmoncel oraz Les Molunes. Siedzibą gminy została miejscowość Septmoncel.